# Příčovy
Příčovy település Csehországban, a Příbrami járásban. Příčovy Nalžovice, Sedlčany, Kňovice és Dublovice településekkel határos. Lakosainak száma 348 fő (2024. január 1.).

## Népesség
A település lakosságának változását az alábbi diagram mutatja:
| Lakosok száma | 319  | 339  | 304  | 232  | 221  | 250  | 315  | 332  | 338  | 348  |
|               | 1869 | 1890 | 1921 | 1950 | 1980 | 2001 | 2017 | 2019 | 2022 | 2024 |